# Kanzel Bergheim (Haut-Rhin)

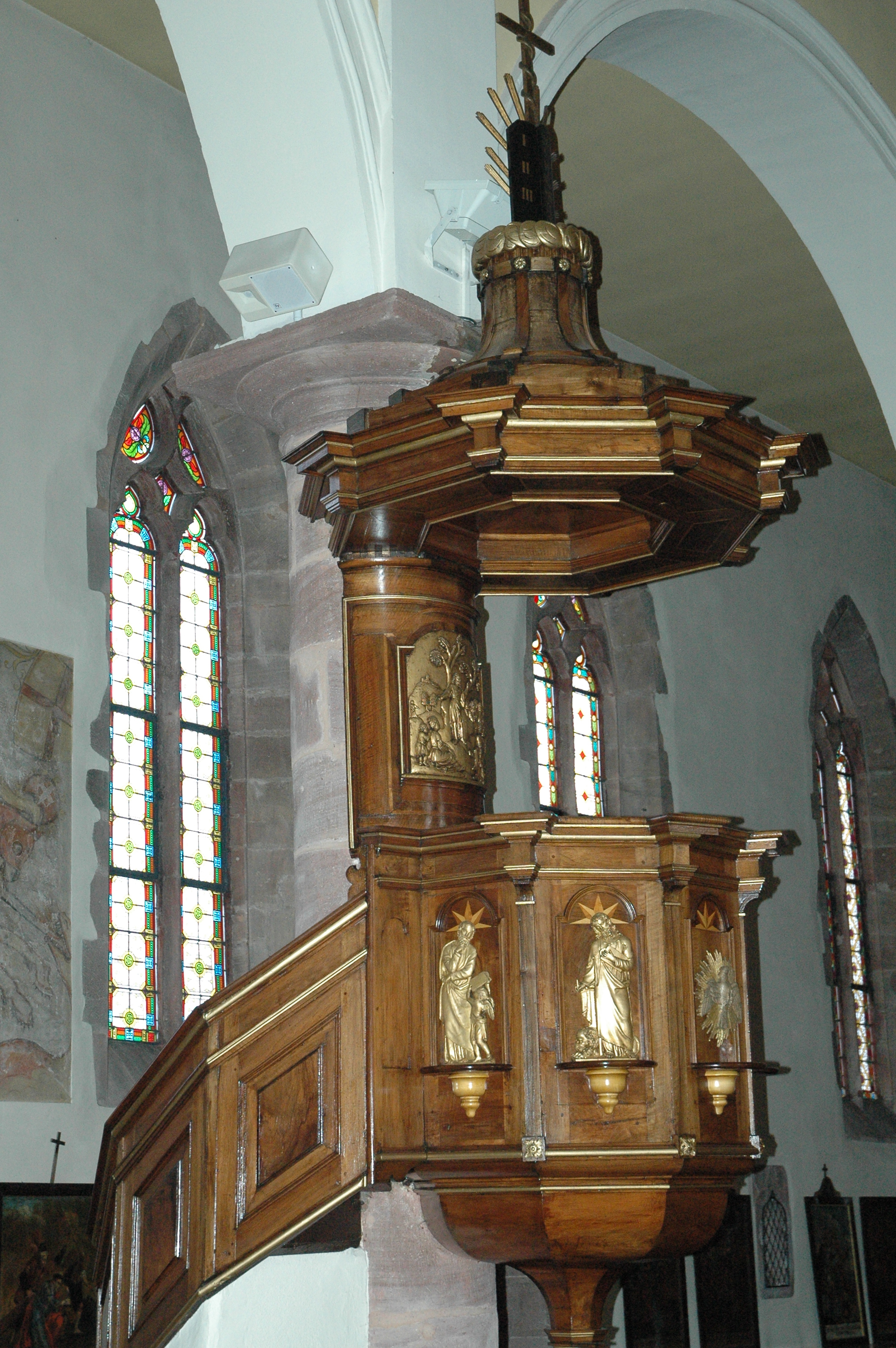
Kanzel in Bergheim

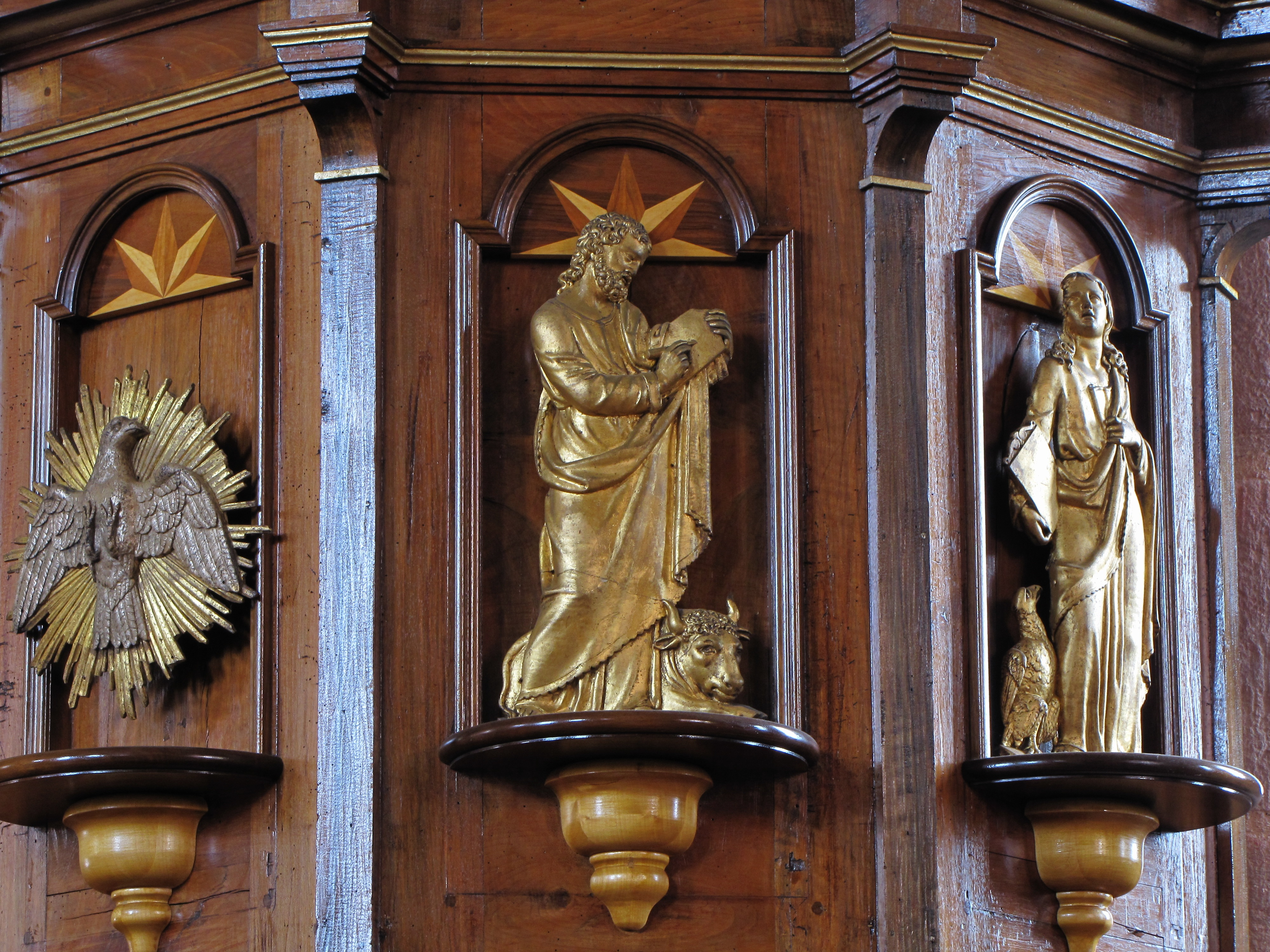
Kanzelkorb mit Evangelisten und Heiliggeisttaube

Die Kanzel in der katholischen Kirche Notre-Dame-de-l’Assomption von Bergheim , einer französischen Gemeinde im Département Haut-Rhin in der Region Grand Est, wurde um 1800 geschaffen. Die Kanzel aus Holz wurde im Jahr 1998 als Monument historique in die Liste der denkmalgeschützten Objekte (Base Palissy) in Frankreich aufgenommen.
Die 2,10 Meter hohe Kanzel im Kirchenschiff erreicht man über eine gebogene Treppe an einem Pfeiler. Am Kanzelkorb sind vergoldete Figuren der Evangelisten und die Heiliggeisttaube angebracht, unten wird er von einem vergoldeten Pinienzapfen abgeschlossen. 
An der Rückwand ist Johannes der Täufer dargestellt, der dem Volk die Ankunft des Messias verkündet. Der Schalldeckel wird von den Gesetzestafeln und einem Kreuz bekrönt.